# Au fil d'Ariane
Pour plus de détails, voir Fiche technique et Distribution.
Au fil d'Ariane est un film dramatique français réalisé par Robert Guédiguian, sorti en 2014.

## Synopsis
Le jour de son anniversaire, Ariane est seule chez elle : son mari et ses enfants ne viendront pas. Pour fuir cette situation, elle prend sa voiture et part en ville. Au bas d'un pont-levant, un jeune homme en scooter, la voyant affamée, l'emmène à l'Olympique, un petit restaurant au bord de la mer. Comme dans un conte, elle va y rencontrer des personnages hauts en couleur.

## Fiche technique
- Titre : Au fil d'Ariane
- Réalisation : Robert Guédiguian
- Scénario : Robert Guédiguian et Serge Valletti
- Musique : Gotan Project
- Supervision musicale : Steve Bouyer et Pascal Mayer
- Photographie : Pierre Milon
- Montage : Bernard Sasia et Armelle Mahé
- Décors : David Vinez
- Costumes : Juliette Chanaud
- Maquillage : Mayté Alonso
- Production : Robert Guédiguian, Serge Hayat et Marc Bordure
- Sociétés de production : Agat Films & Cie, Canal+, Ciné+, Cinémage 8, Indéfilms 2, La Banque Postale Image 7 et Chaocorp
  - Soutien à la production : Région PACA et CNC
- Pays de production :  France
- Format : couleur
- Genre : drame
- Durée : 100 minutes

## Distribution
- Ariane Ascaride : Ariane
- Jacques Boudet : Jack
- Jean-Pierre Darroussin : le chauffeur de taxi
- Anaïs Demoustier : Martine /  la comédienne
- Youssouf Djaoro : Marcial / le vendeur de souvenirs
- Adrien Jolivet : Raphaël
- Gérard Meylan : Denis
- Lola Naymark : Lola
- Judith Magre : la tortue (voix)

## Box-office
Les données ci-dessous proviennent de l'Observatoire européen de l'audiovisuel. Box-office mondial : 193 087 entrées.
| Pays                 | Distributeur              | Box-office      | Date de sortie |
| Box-office Suisse    | Agora Films               | 4 771 entrées   | 18/06/2014     |
| Box-office Allemagne | Schwarz-Weiss Filmverleih | 31 658 entrées  | 25/12/2014     |
| Box-office France    | Diaphana Distribution     | 131 929 entrées | 18/06/2014     |
| Box-office Espagne   | Golem Distribucion        | 22 279 entrées  | 23/06/2015     |
| Box-office Grèce     | Feelgood Entertainment    | 2 450 entrées   | 17/07/2014     |

## Autour du film
Robert Guédiguian a choisi comme lieu de tournage le restaurant "La Caravelle" situé à Ponteau port à Martigues. Il l'a transformé pour son film en un café nommé  "L'olympique" 

Ce même lieu avait déjà été utilisé en 1995 par le réalisateur pour son film À la vie, à la mort !